# ميغان ماهوني
ميغان ماهوني (بالإنجليزية: Megan Mahoney)‏ مواليد 13 فبراير 1983 في داكوتا الجنوبية، هي لاعبة كرة سلة أمريكية. بدأت مسيرتها الاحترافية في سنة 2005. تم اختيارها من قبل فريق كونيتيكت صن خلال الدرافت. تلعب في الدوري الإيطالي لكرة السلة للسيدات.

## الإنجازات
- الدوري الإيطالي لكرة السلة للسيدات: 2009، 2010، 2012[2]
- كأس أوروبا لكرة السلة للسيدات: 2015.[3]

## روابط خارجية
- ميغان ماهوني على موقع الاتحاد الوطني لكرة السلة النسائية (الإنجليزية)
- ميغان ماهوني على موقع كرة السلة الأوروبية.كوم (الإنجليزية)
- ميغان ماهوني على موقع كلية كرة السلة في سبورتس رفرنس.كوم (الإنجليزية)
- ميغان ماهوني على موقع بروبوليرز (الإنجليزية)
- ميغان ماهوني على موقع سبورتس رفرنس (الإنجليزية)